# Amedeo di Savoia-Acaia
Amedeo di Savoia-Acaia (Pinerolo, 1363 – Pinerolo, 7 maggio 1402) fu Signore del Piemonte e Principe di Acaia dal 1367 fino alla sua morte.

## Origine
Amedeo, secondo lo storico francese Samuel Guichenon, nel suo Histoire généalogique de la royale maison de Savoie, era il figlio maschio primogenito di Giacomo, Signore del Piemonte e Principe di Acaia, e della sua terza moglie, Margherita di Beaujeu (*1346 †1402), che, ancora secondo Samuel Guichenon, era figlia di Edoardo I, signore di Beaujeu, e di Maria di Til.
Giacomo di Savoia-Acaia, secondo Samuel Guichenon, era il figlio maschio primogenito di Filippo I, signore del Piemonte e Principe di Acaia e della sua seconda moglie, Caterina de la Tour du Pin, che secondo il De Allobrogibus libri novem, era figlia di Umberto I del Viennois, barone de la Tour-du-Pin e delfino del Viennois e conte di Albon e di Anna di Borgogna, delfina del Viennois e contessa di Albon, contessa di Grenoble, di Oisans, di Briançon,  di Embrun e di Gap.

## Biografia
Suo padre, Giacomo, era al suo terzo matrimonio. in prime nozze aveva sposato Beatrice d'Este (†1339), dalla quale non ebbe figli; poi, in seconde nozze, aveva sposato Sibilla Del Balzo (†1361), che gli aveva dato un figlio:
- Filippo (*1340 †1369, erede di Giacomo.

Il 16 maggio del 1366, suo padre, Giacomo, fece testamento, designando il suo fratellastro, Filippo (Philippum eius filium), il figlio maschio primogenito, come suo erede, citando anche la sua terza moglie, Margherita (Dominæ Margaretæ de Bellojoco eius conjugi) e anche gli altri due figli, Ludovico (Ludovicum eius filium quem suscepit a dicta D. Margarita nunc conjuge sua) e Amedeo (Amedeum filium suum quem a dicta D. Margareta nunc conjuge sua primogenitum suscepit).
In quello stesso periodo però, Filippo si alleò con il marchese Federico II di Saluzzo e i signori di Milano, Galeazzo II Visconti e Bernabò Visconti, per fare guerra al conte di Savoia Amedeo VI.
Con un documento del 25 aprile del 1367, Giacomo diseredò il figlio primogenito, Filippo (dominus Philippus de Sabaudia eius natus), definendolo ingrato e non meritevole (ingratus et immeritus); quindi fu costretto a destinare la successione solo ai figli avuti dalla sua terza moglie, i fratellastri di Filippo, Amedeo e Ludovico, perciò Filippo capeggiò una violenta ribellione.
Amedeo, nel frattempo, per volere del padre Giacomo era stato messo sotto la tutela del conte di Savoia, Amedeo VI, che, a suo nome, prese possesso del Piemonte, occupando Torino, mentre Amedeo, il fratello e la madre erano stati recati in Savoia, a Chambéry.
Filippo venne catturato a Fossano, dove era stato assediato nell'agosto del 1368
Nel mese di settembre, la madre di Amedeo, Margherita di Beaujeu, rivolse una supplica ad Amedeo VI, denunciando il comportamento di Filippo; Amedeo VI, a seguito di questa supplica decise di istruire un processo nei confronti del ribelle, che, il 27 settembre, fu ritenuto colpevole; Filippo fu imprigionato nel Castello di Avigliana, il documento n° XIII, datato 28 settembre, della Storia dei principi di Savoia del ramo d'Acaia, signori del Piemonte, Volume 2, lo dichiara carcerato, e infine col documento n° XIV, datato 30 settembre Filippo venne privato del titolo di principe.
Non risulta una ufficiale condanna a morte.
Samuel Guichenon presume che Filippo sia morto all'inizio del 1369, senza poter affermare l'esatta causa della morte, ma riferendo le ipotesi di alcuni cronisti del Piemonte e della Lombardia, riferisce che la causa della morte fosse da attribuire al dispiacere per l'essere stato privato dei titoli di suo padre oppure che fu annegato. le voci più accreditate dicono che la morte avvenne il 21 dicembre 1368 per annegamento nelle acque gelide del lago di Avigliana.
Alla morte del padre Giacomo, nel 1367 Amedeo di Savoia-Acaia gli succedette nei titoli di Signore del Piemonte e Principe di Acaia, sotto la tutela e reggenza del conte di Savoia, Amedeo VI.
Amedeo uscì dalla tutela di Amedeo VI di Savoia, nel 1377, in seguito al conseguimento della maggiore età di quattordici anni. Dal conte di Savoia, al quale Amedeo aveva prestato giuramento di fedeltà, nel mese di novembre, ricevette i suoi feudi piemontesi.
Seguì Amedeo, il futuro Conte Rosso a Sion dove rimisero sul seggio vescovile il loro congiunto (lo zio di Amedeo), Edoardo di Savoia-Acaia.
Amedeo VI, nel 1380, aveva favorito il suo matrimonio con Caterina di Ginevra, cugina del conte di Savoia e sorella dell'antipapa Clemente VII, con l'appoggio del quale, Amedeo cercò, in seguito, di far valere i suoi diritti sul Principato di Morea.
Fedele suddito di Amedeo VI, nel 1383, partecipò alla spedizione che, dal Molise, riportò in Savoia la salma del conte prematuramente decedutovi.
Amico poi del successore Amedeo VII di Savoia, suo compagno di infanzia, lo seguì nelle imprese di guerra di costui fino a quando anch'egli non si spense anzitempo nel 1391.
Tra la fine del 1390 e il 1391, Amedeo di Acaia ebbe una corrispondenza epistolare col Despota di Romania e con i Primati di Acaia, come da lettere n° XXI, XXII, XXIII e XXIV della Storia dei principi di Savoia del ramo d'Acaia, signori del Piemonte, Volume 2.
Nel 1391, i suoi legati a Venezia stipularono un patto col rappresentante del re di Napoli, per riavere il dominio sul principato di Acaia, Il trattato si trova nei documenti degli Archivi di Stato: "TRATTATO stipulato in Venezia tra Antonio Faba, e Bertino Provana Sig.e di Villars Deputati dal Conte Amedeo di Savoja Principe d'Acaja Figlio del fu Principe Giacomo fu Filippo, e Bartolomeo Bombino, e Gio. Rostagno di Napoli Deputati dal Governatore, Vescovo, e Nobili, e Magnati del Princip.to d'Acaja, per cui/ sovra le domande fatte da Deputati di d.o Principe per la restituzione del Principato d'Acaja, e della Morea con tutte le Città, Castelli, e luoghi del med.o dipendenti, come spettanti all'Eredità di Sua Famiglia, quali erano in tal tempo occupati da detti Magnati, e come questi allegavano in virtù dell'Autorità loro concessa da Giacomo de Beaux Imperatore di Costantinopoli Principe di Trento/ questi si sono obbligati di ristabilire d.o Principe nel Possesso di d.o Principato".
I suoi legati, in seguito, incontrarono ad Atene Nerio I Acciaioli, duca di Atene, che dopo aver ingaggiato la Compagnia Navarrese aveva subito da parte di questa, comandata da Pietro Bordo di San Superano, un anno di prigionia, a partire dal settembre 1389, a Lastrina. Nerio concluse con gli emissari di Amedeo un patto contro i Navarresi, che allora controllavano la Morea, con il quale riconosceva Amedeo come principe di Acaia e si dichiarava suo feudatario per la signoria di Corinto e per il ducato di Atene e di Nauplia. Nel frattempo Amedeo aveva negoziato anche con il rivale di Nerio, Pedro Bordo, ottenendo il riconoscimento della sua sovranità da parte dei navarresi in cambio della conferma dei loro vasti possedimenti in Grecia. La spedizione militare di Amedeo in Grecia tuttavia non ebbe mai luogo essendo deceduto il conte di Savoia, Amedeo VII, improvvisamente poco prima dell'imbarco a Genova.
Essendo il successore di Amedeo VII di Savoia, Amedeo VIII, ancora minorenne, Amedeo di Acaia, per la sua tutela si schierò al fianco della nonna, Bona di Borbone.
Nel 1393, Amedeo guerreggiò contro Teodoro II del Monferrato, al quale, poi, tolse il possesso della città di Mondovì (1396).
Nel 1394, fu al suo fianco di Amedeo VIII nella lotta contro Tommaso III di Saluzzo, che, non aveva voluto rendere omaggio al nuovo conte di Savoia, lo batté e lo imprigionò a Torino, e, per liberarlo, dopo due anni, gli fece pagare un riscatto.
Nel 1396, riprese la guerra con il Monferrato, come da lettera di dichiarazione di guerra, n° XXVIII della Storia dei principi di Savoia del ramo d'Acaia, signori del Piemonte, Volume 2 del marchese Teodoro a Amedeo.
Firmato l'armistizio tra Monferrato e Acaia (1397), grazie all'intervento di Gian Galeazzo Visconti, e, dopo aver respinto le truppe milanesi, guidate dai Conti di Biandrate, Amedeo si ritirò a Pinerolo, sede del suo potere, dove, il 7 maggio 1402 morì e fu tumulato nella chiesa di San Francesco, a Pinerolo.
Ai suoi funerali presenziarono anche gli ambasciatori del marchese di Monferrato.
Dato che Amedeo aveva lasciato solo figlie femmine, gli succedette il fratello, Ludovico.

## Matrimonio e discendenza
Il 22 settembre 1380, Amedeo, nei pressi di Ginevra aveva sposato Caterina di Ginevra(†1407), figlia di Amedeo III, conte di Ginevra e di Mahaut d'Auvergne, dopo aver ricevuto la dispensa papale. Amedeo da Caterina ebbe quattro figlie:
- Margherita (1390 – 1464), andata sposa il 17 gennaio 1403 a Teodoro II del Monferrato, a cui non diede figli[22]; rimasta vedova si ritirò in convento ad Alba[26] e morì in odore di santità. Fu beatificata da Papa Clemente IX nel 1669;
- Bona (21 giugno 1390 – dopo il 1392), deceduta in giovane età;
- Matilde (†1438), andata sposa a Luigi III del Reno (1378 – 1436), elettore palatino[27];
- Caterina (1400)

Figlio naturale:
- Giulio (†1399)

## Ascendenza
|                            |                         |                        | Genitori                     |  |  | Nonni |  |  | Bisnonni              |  |  | Trisnonni            |  |
|                            |                         |                        |                              |  |  |       |  |  | Tommaso III di Savoia |  |  | Tommaso II di Savoia |  |
|                            |                         |                        |                              |  |  |       |  |  | Tommaso III di Savoia |  |  | Tommaso II di Savoia |  |
|                            |                         | Beatrice Fieschi       |                              |  |  |       |  |  | Tommaso III di Savoia |  |  |                      |  |
| Filippo I di Savoia-Acaia  |                         |                        |                              |  |  |       |  |  | Tommaso III di Savoia |  |  |                      |  |
|                            |                         | Guya di Borgogna       | Ugo di Châlon                |  |  |       |  |  |                       |  |  |                      |  |
|                            |                         | Guya di Borgogna       | Ugo di Châlon                |  |  |       |  |  |                       |  |  |                      |  |
|                            |                         | Guya di Borgogna       | Adelaide I di Borgogna       |  |  |       |  |  |                       |  |  |                      |  |
| Giacomo di Savoia-Acaia    |                         | Guya di Borgogna       |                              |  |  |       |  |  |                       |  |  |                      |  |
|                            |                         | Umberto I del Viennois | Alberto IV de la Tour du Pin |  |  |       |  |  |                       |  |  |                      |  |
|                            |                         | Umberto I del Viennois | Alberto IV de la Tour du Pin |  |  |       |  |  |                       |  |  |                      |  |
|                            |                         | Umberto I del Viennois | Beatrice di Coligny          |  |  |       |  |  |                       |  |  |                      |  |
| Caterina de la Tour du Pin |                         | Umberto I del Viennois |                              |  |  |       |  |  |                       |  |  |                      |  |
|                            |                         | Anna di Borgogna       | Ghigo VII del Viennois       |  |  |       |  |  |                       |  |  |                      |  |
|                            |                         | Anna di Borgogna       | Ghigo VII del Viennois       |  |  |       |  |  |                       |  |  |                      |  |
|                            |                         | Anna di Borgogna       | Beatrice di Faucigny         |  |  |       |  |  |                       |  |  |                      |  |
| Amedeo di Savoia-Acaia     |                         | Anna di Borgogna       |                              |  |  |       |  |  |                       |  |  |                      |  |
|                            | Guiscardo VI di Beaujeu | Luigi I di Beaujeu     |                              |  |  |       |  |  |                       |  |  |                      |  |
|                            | Guiscardo VI di Beaujeu | Luigi I di Beaujeu     |                              |  |  |       |  |  |                       |  |  |                      |  |
|                            | Guiscardo VI di Beaujeu | Eleonora di Savoia     |                              |  |  |       |  |  |                       |  |  |                      |  |
| Édouard de Beaujeu         | Guiscardo VI di Beaujeu |                        |                              |  |  |       |  |  |                       |  |  |                      |  |
|                            |                         | Marie de Chatillon     | Gualtiero V di Châtillon     |  |  |       |  |  |                       |  |  |                      |  |
|                            |                         | Marie de Chatillon     | Gualtiero V di Châtillon     |  |  |       |  |  |                       |  |  |                      |  |
|                            |                         | Marie de Chatillon     | Isabella di Dreux            |  |  |       |  |  |                       |  |  |                      |  |
| Margherita di Beaujeu      |                         | Marie de Chatillon     |                              |  |  |       |  |  |                       |  |  |                      |  |
|                            |                         | Jean de Thil-en-Auxois | Guglielmo di Thil            |  |  |       |  |  |                       |  |  |                      |  |
|                            |                         | Jean de Thil-en-Auxois | Guglielmo di Thil            |  |  |       |  |  |                       |  |  |                      |  |
|                            |                         | Jean de Thil-en-Auxois | Isabella di Grandpré         |  |  |       |  |  |                       |  |  |                      |  |
| Maria di Thil-en-Auxois    |                         | Jean de Thil-en-Auxois |                              |  |  |       |  |  |                       |  |  |                      |  |
|                            |                         | Agnès de Frolois       | Giovanni di Frolois          |  |  |       |  |  |                       |  |  |                      |  |
|                            |                         | Agnès de Frolois       | Giovanni di Frolois          |  |  |       |  |  |                       |  |  |                      |  |
|                            |                         | Agnès de Frolois       | …                            |  |  |       |  |  |                       |  |  |                      |  |
|                            |                         | Agnès de Frolois       |                              |  |  |       |  |  |                       |  |  |                      |  |

### Fonti primarie
- (LA)  De Allobrogibus libri novem.
- (LA)  Preuves de l'Histoire généalogique de la royale maison de Savoie, justifiée par titres, .par Guichenon, Samuel
- (LA)  Storia dei principi di Savoia del ramo d'Acaia, signori del Piemonte, Volume 2

### Letteratura storiografica
- (FR)  Histoire généalogique de la royale maison de Savoie, justifiée par titres, ..par Guichenon, Samuel
- (FR)  Histoire de la Maison de Savoie
- (FR)  Preuves de l'Histoire généalogique de la royale maison de Savoie, justifiée par titres, .par Guichenon, Samuel
- (IT)  Sezione Corte → Principato di Acaia [Inventario n. 102]  → Mazzo 3.1